# Geocrinia victoriana
Geocrinia victoriana és una espècie de granota que viu a Austràlia.